# Soziolinguistik
Die Soziolinguistik ist eine Teildisziplin der Sprachwissenschaft. Sie steht in enger Beziehung zur Angewandten Linguistik und zur Allgemeinen Linguistik und wird je nach Definition von „angewandt“ entweder zur einen oder zur anderen dieser beiden sprachwissenschaftlichen Hauptdisziplinen gerechnet. Werden sprachliche Phänomene aus diachroner Sicht untersucht, besteht auch ein Bezug zur Historischen Linguistik. Die Soziolinguistik weist darüber hinaus fachliche Überschneidungen u. a. mit der Soziologie, der Anthropologie und der Psychologie auf.
Gegenstand der soziolinguistischen Untersuchungen sind einerseits die soziale, politische und kulturelle Bedeutung sprachlicher Systeme und der Variationen des Sprachgebrauchs sowie andererseits die kulturell und gesellschaftlich bedingten Einflüsse auf die Sprache.

## Grundlegung
Die Bezeichnung Soziolinguistik
Das Wort ist ein wissenschaftlicher Neologismus und setzt sich zusammen aus Linguistik für Sprachwissenschaft (gebildet zu lateinisch lingua = Zunge, Sprache) und dem Präfixoid socio- (bestehend aus dem lateinischen Wortstamm soci- für gesell- und dem kompositionellen Fugenelement -o-) mit der Bedeutung die Gesellschaft betreffend.
Der Ausdruck wurde erstmals im Englischen als Sociolinguistics im Jahr 1952 von Haver C. Currie in seinem Werk Projection of Sociolinguistics: Relationship of Speech to Social Status verwendet.
Einige bedeutende Arbeiten
Der eigentliche Beginn der Soziolinguistik geht auf die Arbeiten von Basil Bernstein in den 1960er Jahren zurück, der die Sprache der sozialen Unterschicht sowie der Mittel- und Oberschicht untersuchte. Das Ergebnis war seine sog. Defizithypothese, die im Kern besagt, dass Angehörige der Unterschicht die Sprache nur in beschränktem Maß verwenden (geringerer Wortschatz, einfachere syntaktische Strukturen etc.). Diese sah der Linguist William Labov jedoch als nicht legitime Bewertung und formulierte als Reaktion auf Bernstein die sog. Differenzhypothese, die die sprachlichen Unterschiede als gleichwertig ansah. Die im deutschen Sprachraum getroffene Unterscheidung zwischen „Sprachsoziologie“ und „Soziolinguistik“ gab es im angelsächsischen Raum nicht.
Der Linguist Hugo Steger betrachtete 1973 die Variabilität in Sprachen und in welchen Formen sie allgemein auftraten. Der deutsche Soziolinguist Norbert Dittmar untersuchte zur gleichen Zeit die gesellschaftlichen Bedingungen und die Anwendung linguistischer und sozialwissenschaftlicher Methoden. 1997 strich Dittmar auch die soziale Bedeutung in Sprachsystemen heraus und differenzierte die soziolinguistischen Fragestellungen. Erwähnt werden dabei die Soziologie (mit ihren Kategorien soziale Systeme, Image, Prestige und Stigmatisierung), die Dialektologie, die Ethnographie der Kommunikation (auch: Ethnographie des Sprechens) sowie die Interaktionsanalyse.

## Themenbereiche soziolinguistischer Forschung
Die Kategorisierungsmodelle soziolinguistischer Inhalte sind aufgrund der vielfältigen Beziehungen zu Nachbardisziplinen sehr unterschiedlich. Im Wesentlichen kann die Kerndomäne aus zwei Perspektiven betrachtet werden:
- Makrobereich:

Untersucht wird hierbei sozialer Status und soziale Funktion von Sprache. Der Leitsatz von Untersuchungen im Feld der Sprachsoziologie wurde von Joshua Fishman mit folgender Frage formuliert: Wer spricht welche Sprache wie und wann mit wem unter welchen sozialen Umständen und mit welchen Absichten und Konsequenzen?
- Mikrobereich:

1. Die Varietätenlinguistik beschreibt Variation und Wandel des Sprachgebrauchs und erklärt die Funktion und den Gebrauch von Dialekten, Soziolekten und Regiolekten etc.
2. Unter Interaktionaler Soziolinguistik versteht man die soziale Bedeutung sprachlichen Handelns in der Interaktion. Untersucht werden konstituierende Prozesse von Sprachproduktion und Sprachverstehen in der wechselseitigen Interaktion von Handlungsträgern. Zur interaktionalen Soziolinguistik zählt man Diskursanalyse, Ethnographie des Sprechens (auch: Ethnographie der Kommunikation), Konversationsanalyse und interkulturelle Kommunikation.

Weitere Möglichkeiten der Klassifizierung soziolinguistischer Forschungsarbeit bestehen in Hinblick auf ihre Nachbar- und/oder Teildisziplinen und sind sehr vielfältig. Dabei sind zu nennen:
- Die philosophisch-anthropologische Soziolinguistik betrachtet die Sprache als Träger einer wichtigen Funktion in den Bereichen Weltsicht, Kultur und Gesellschaft.
- Die psychologische Soziolinguistik beschäftigt sich mit menschlichem Denken im Zusammenhang mit Sprache und betrachtet den Spracherwerb, die Spracherziehung und den Bezug zur Sprache.
- Die soziologisch-gesellschaftswissenschaftliche Soziolinguistik setzt sich mit der Gesellschaftsstruktur auseinander. Die Sprache innerhalb von Gruppen, Ethnien oder Minderheiten ist hier zentrales Thema.
- Die interaktionistisch-kommunikationstheoretische Soziolinguistik beschäftigt sich mit der Analyse von Gesprächen.
- Die eigentliche linguistische Soziolinguistik identifiziert und analysiert das Sprachsystem.
- Die germanistische Soziolinguistik bezieht sich auf Sprache in der deutschsprachigen Gesellschaft.

Die Soziolinguistik beschäftigt sich mit konkreten Themen, die vielfach auch andere linguistische Disziplinen berühren. Vorrangige Fragen sind dabei etwa:
- Zweitspracherwerb (etwa von Migranten), Mehrsprachigkeit
- Sprachwandel: soziale Faktoren des Sprachwandels
- Öffentlicher Sprachgebrauch: Sprache in Politik, Medien und Werbung, Sprachpolitik, Prestige von Sprachen, …
- Dialektologie: Verteilung von stratischen Varietäten (Standardsprache, Dialekte, Regiolekte …)
- Varietätenlinguistik: Soziolekte, Entstehung von Pidgin- und Kreolsprachen, Sprachkontakt, …
- Fachsprachenforschung: Entstehung und Verbreitung von Fachterminologie

Bei der Untersuchung von Sprache im Zusammenhang mit gesellschaftlichen Faktoren sind besonders diese von Bedeutung: Soziale Schichtung / Klasse, Alter, Geschlecht, Bildung, soziale Gruppe (Sondersprachen), soziale Rolle (Gender, soziale Stellung, …)
Da die Fragestellungen der Soziolinguistik sowohl das Sprachsystem selbst (Beschreibung der Sprache unter sozialen Einflüssen) als auch außersprachwissenschaftliche Praxis (soziale Auswirkungen der Sprachverwendung, sprachpolitische Implikationen, …) betreffen, ist die Zuordnung der Soziolinguistik zur Allgemeinen Sprachwissenschaft oder zur Angewandten Sprachwissenschaft nicht eindeutig.
Gerade in Hinblick auf die Anliegen der feministischen Linguistik („Frauensprache“ vs. „Männersprache“) oder auf die Thematik der Definition von Sprache vs. Dialekt und ihren politischen Auswirkungen (z. B. Kampf um Anerkennung von Sprachvarietäten als eine eigene „Sprache“ und ihrer Legitimierung etwa als Amtssprache) wird der Begriff Soziolinguistik oftmals mit Sprachsoziologie gleichgesetzt.